# Talata Angavo
Talata Angavo é uma comuna de Madagascar, pertencente ao distrito de Ankazobe, na região de Analamanga. Sua população, segundo o censo de 2001, era de 10 665 habitantes.